# Josef Thuma
Josef August Thuma (* 31. Jänner 1866 in Wien; † 28. Oktober 1938 in Asch, Reichsgau Sudetenland) war ein österreichischer Physiker.

## Leben
Nach dem Schulabschluss studierte Thuma Physik an der Universität Wien. 1891 promovierte er über „Luftelektrizitätsmessungen im Luftballon“. Nach seiner Promotion 1891 war er bis 1893 Assistent bei Franz Serafin Exner am Physikalisch-Chemischen Institut, ab 1894 war er Assistent im Physikalischen Cabinet unter Viktor von Lang. Später (1901) wurde er Adjunkt an der Deutschen Technischen Hochschule Brünn.
Thuma wurde 1903 zum außerordentlichen Professor der allgemeinen Physik an der Tschechisch Technischen Hochschule Prag ernannt. Ab 1907 war er dort Ordinarius. 1935 wurde er emeritiert.

## Bedeutung
Thuma entwickelte 1893 eine „Theorie der Herstellung hochgespannter Ströme von höherer Frequenz mittels oszillatorischer Kondensatorentladungen“. Dies führte zur Entwicklung messtechnischer Verfahren eines Phaseninstruments für Wechselstrom.

## Publikationen
- Kinematische Darstellung Hertzscher Wellen, 1924
- Physikalische Grundlagen der Wellentelegraphie und -telephonie, 1926